# Julius Friedrich Cohnheim
Julius Friedrich Cohnheim (ur. 20 lipca 1839 w Demmin, zm. 15 sierpnia 1884 w Lipsku) – niemiecki lekarz i patolog żydowskiego pochodzenia.
Studiował medycynę na uniwersytetach w Würzburgu, Marburgu i Berlinie, gdzie w 1861 roku obronił pracę na temat ropienia błon surowiczych. Był profesorem na kilku niemieckich uczelniach (Kilonia, Wrocław, Lipsk). Zajmował się patologią i przedstawił pogląd, że ropa w przebiegu procesów zapalnych powstaje z gromadzących się z krążącej krwi leukocytów (diapedeza). Jego najważniejsze dzieło to praca Über Entzündung und Eiterung (1867).